# Три сліпих мишеняти та інші історії
«Три сліпих мишеняти та інші історії» (англ. Three Blind Mice and Other Stories) — збірка оповідань англійської письменниці Агати Крісті. Вперше опублікована у США видавництвом Dodd, Mead and Company у 1950 році. Збірка не видавалась у Великій Британії.

## Список оповідань
1. Три сліпих мишеняти (англ. Three Blind Mice);
2. Дивний жарт (англ. Strange Jest);
3. Вбивство релеткою (англ. The Tape-Measure Murder);
4. Справа відмінної діви (англ. The Case of the Perfect Maid);
5. Тимчасовий випадок (англ. The Case of the Caretaker);
6. Квартира на четвертому поверсі (англ. The Third Floor Flat);
7. Пригоди Джонні Веверлі (англ. The Adventure of Johnny Waverly);
8. 412 дроздів (англ. Four-and-Twenty Blackbirds);
9. Любовні детективи (англ. The Love Detectives).